# Зисис Дзикалагяс
Зисис Георгиу Дзикалагяс (на гръцки: Ζήσης Γεωργίου Τζηκαλάγιας) е гръцки лекар и политик от партията Нова демокрация.

## Биография
Зизис Дзикалагяс е роден в 1960 година в южномакедонското костурско село Богатско (Вогацико), Гърция. Завършва медицина и работи като военен лекар. В 1986 – 1990, 1998 – 2002 и 2002 – 2006 година е общински съветник в Костур. Избран е от Костур за депутат на изборите от 4 октомври 2010 година от Нова демокрация.